# 逃亡者 おりん
『逃亡者 おりん』（のがれものおりん）は、テレビ東京系列で放送された日本の時代劇。主演は青山倫子。
2006年10月から翌年3月まで第1作である『セガサミーシアター 逃亡者 おりん』が、2012年1月12日の21:00 - 22:48に2時間枠で『逃亡者 おりん最終章』がそれぞれ放送された他、同時に2012年1月17日から3月27日まで毎週火曜日25:30 - 26:00において続編『逃亡者 おりん2』が放送された。

## 概要
闇の暗殺組織「手鎖人」の殺し屋として戦いの日々を送っていた女・おりん。それは将軍家を守る為の戦いと信じて疑わなかったが、組織の頭領・植村道悦が秘かに幕府転覆の野望を抱いている事を知ってしまう。さらに死んだと聞かされていた娘が生きていたことも知ったおりんは、闇の組織からの逃亡者となった。組織や幕府からの追っ手と戦いながら、真実を捜し求める旅に出るおりん。非情の刺客たちに「手鎖（てぐさり）御免!!」の声と共に、必殺の手鎖が飛ぶ。
「闇の鎖、また一つ切りました…」

## 逃亡者 おりん
ゴールデンタイムで放送されるテレビ東京制作の連続ドラマは『ハッピー2』以来6年ぶり、連続時代劇は『編笠十兵衛』以来9年ぶりの放送となる。久々の女性主演のアクション時代劇であることや、主演女優の魅力による注目も重なって、話題のテレビ時代劇となった。また、C.A.Lと東映太秦映像のコンビでありTBSの『水戸黄門』と共通のスタッフが多く、ゲストも含めた出演者もなじみの俳優が多い。勧善懲悪形式で展開するが、物語はほぼ一貫して暗く、登場人物の多くが命を落とす。
セガサミーグループ（2008年放送時のスペシャルではサミー）の1社提供。このことからタイアップでパチンコ台が製作された（「2」開始に合わせて続編も登場）。また、メディア化の際の発売元はセガサミーグループのウェーブマスターになっている（販売元はポニーキャニオン）
2007年8月から9月にCS放送の時代劇専門チャンネルで再放送された。
2008年9月19日と9月26日にはサミーシアター 逃亡者 おりんとして、本放送では謎とされていた部分を解き明かす続編（2時間スペシャル）が放送された。なお、本作品が「セガーサミーシアター」→「藤沢周平時代劇」→「金曜時代劇」→「サミーシアター」と続いてきたテレビ東京金曜夜8時枠時代劇での最後の作品（次作の『主水之助七番勝負〜徳川風雲録外伝〜』から月曜7時台に枠移動）となり、同時間枠での第1作と最終作が『逃亡者 おりん』となった。

### 放送
2006年10月20日より2007年3月23日まで毎週金曜日20:00 - 20:54に放送された。全21回。

### キャスト

#### レギュラー
- おりん - 青山倫子（少女期：村崎真彩）
- 植村道悦 - 榎木孝明
- 倉沢弥十郎 - 宅麻伸（少年期：大同翔音）
- 古坂妙（妙春尼） - 梶芽衣子
- 田安宗武 - 倉田てつを
- 宇吉 - 左とん平
- 森川土佐守 - 田中健
- 徳川家重 - 小林隆
- 大岡忠光 - あおい輝彦
- 古坂平九郎 - 大出俊
- 佐介 - 伊藤訓敏
- お鶴 - 遠藤由実
- お幸の方 - 野田よし子
- 草薙新八 - 高城薫
- 植村道斎 - 池田謙治
- 房蔵 - 小峰隆司
- 葉月 - 山本亜希子
- 蘭 - 琵琶弓子

#### 手鎖人
- 不動 - 松田優【第1回】
- 曼珠 - 亜呂奈【第1回】
- お駒 - 今村雅美【第1回、第16回】
- 金剛 - キラー・カン【第2回】
- 弁天 - 井上紀子【第2回、第7回、第13回】
- 源太夫 - 菅田俊【第3回】
- 貞次郎 - 藤重政孝【第3回】
- 源太夫の配下 - 木下通博【第3回】
- 貞次郎の配下 - 白井滋郎【第3回】
- 早瀬源之助 - 藤堂新二【第4回】
- 鷹男 - 伊藤高【第5回】
- 朧 - 巴里絵【第5回】
- 夜叉丸 - 大森貴人【第6回】
- 毘沙門 - 高杉勇次【第7回】
- 無双 - 冨家規政【第8回】
- 運慶 - 天乃大介【第9回】
- 快慶 - 太田雅之【第9回】
- 幻魔 - 佐川満男【第10回】
- 木猿 - 奥深山新【第10回】
- 百舌 - 朱花【第11回】
- 小平太 - 青木哲也【第11回】
- 藤次 - 及川達郎【第11回】
- 十兵衛 - 大河内浩【第12回】
- 多聞天 - 寺尾繁輝【第13回】
- 烏丸 - ブルート一生【第14回】
- 鉄鬼 - 城春樹【第15回】
- 六道 - 加藤久雅【第15回】
- 蔵王丸 - 両國宏【第16回】
- 孔雀 - 星野マヤ【第16回】
- 脇坂大膳 - 河原崎建三【第17回】
- 破道 - 大島宇三郎【第17回】
- 邪道 - 小川敏明【第17回】
- 風鬼 - 棚橋幸代【第18回】
- 火鬼 - 岡元次郎【第18回】
- 水鬼 - 縄田雄哉【第18回】
- 赤竜 - 由地慶伍【第19回】
- 白虎 - 千葉哲也【第19回・第20回】
- 地獄丸 - 田上晃吉【最終回】
- 極楽丸 - 稲田龍雄【最終回】

#### ゲスト
第1回 「哀しみの母子草」
- 三河堂仙右衛門 - 小林稔侍
- 一橋宗尹 - 平井力
- 榊原内膳 - 下元年世
- 堀田備前守 - 楠年明
- 竹千代 - 新角友輝
- お留 - 島田佳子
- お叶 - 谷広子
- お袖 - 福井瑠璃

第2回 「哀しみの上意討ち」
- 望月佐平次 - 石橋保
- 望月綾乃 - 麻乃佳世
- 稲葉総十郎 - 大高洋夫
- 大貫八兵衛 - 野仲イサオ

第3回 「哀しみの乙女恋唄」
- 藤七 - 長門勇
- 茂平 - 松田悟志
- お初 - 岡あゆみ
- 久兵衛 - 木谷邦臣

第4回 「哀紡ぐ女の里」
- お藤 - 彩輝なお
- 舞衣 - 吉野紗香
- 赤峰の熊蔵 - 三夏紳
- 寅吉 - 森山陽介
- 与兵衛 - 山口幸晴
- 茂十 - 井上剛
- お吟 - 尾道凛
- お亀 - 小浦彩里
- さつき - 渋谷めぐみ

第5回 「母が守った花嫁御寮」
- 前田信吾 - 西村和彦
- 前田照枝 - 宮園純子
- 溝口多聞 - 本宮泰風
- 溝口玄馬 - 西園寺章雄
- お糸 - 永田沙紀
- 吉次 - 高井清史
- 佐々木 - 菊地聡

第6回 「雨の親子情話」
- 樋口清兵衛 - 山田明郷
- お美津 - 高松あい
- 新八 - 渋江譲二
- 夜鴉の吉三 - 近童弐吉
- 佐平 - 野口貴史
- 弥助 - 田井克幸
- お美津の母 - 志乃原良子

第7回 「忍び草」
- 村上平蔵 - 伊吹吾郎
- 村上楓 - 辻沢杏子
- 村上和馬 - 倉本発
- 徳川宗勝 - 阿南健治

第8回 「裏切り者の掟」
- 鬼丸 - 永澤俊矢
- お花 - 宇津井香織
- 仁太 - 小川拓哉
- 三吉 - 渡辺圭
- ツウ - 梅原真子
- 鬼丸の母 - 宮田圭子

第9回 「激闘!御三家の陰謀」
- 大河内静秋 - 田村亮
- 大河内逸馬 - 若林久弥
- 大河内久美 - 桜井美妃
- 徳川宗春 - 栗塚旭
- 桧垣将監 - 亀石征一郎
- 鬼塚左内 - 宮内敦士
- 近藤安兵衛 - 宇野嘉高
- 宇都宮多聞 - 吉田輝生
- 中川丈兵衛 - 下元年世
- 佐平次 - 長江英和
- 朱里 - 岡安由美子
- 栄次 - 倉沢学
- 美濃吉 - 川鶴晃裕
- 三平 - 平口泰司
- おきよ - 足立悠美加
- 多治見屋 - はりた照久

第10回 「初恋は刃に散った」
- 乙音 - 矢松亜由美
- 才蔵 - 村井克行
- 友吉 - 佐野圭亮
- お玉 - 緒方美穂

第11回 「裏切りに哭いた愛」
- 奈津 - 小田茜
- 筧喬之助 - 夏原遼
- 佐久間内膳 - 原田清人
- 脇田外記 - 杜澤たいぶん
- 松平下総守 - 水上保広
- 大原主馬 - 西村達弥
- 五兵衛 - 薗田正美
- 大内 - 山田永二

第12回 「母子・涙の仇討ち」
- 清庵（秋山清十郎） - 高橋長英
- 柴田茜 - 平淑恵
- 柴田新之助 - 佐藤晴彦
- 柴田敬之助 - 松浦達也
- 柴田敬太郎 - 田中弘史
- お民 - 河野由佳
- 与平 - うえだ峻
- 茂吉 - 川上哲
- 嘉平 - 下元年世
- 喜十 - 藤枝政巳

第13回 「伊賀･道悦の野望」
- 蜻蛉 - 大竹一重
- 藤森長門 - 長門裕之
- 左源太 - 北原雅樹
- 少女の蜻蛉 - 小酒井円葉

第14回 「弥十郎悲しき再会」
- お梅 - 水野久美
- お志乃 - 長谷川真弓
- 及川達之介 - 前田耕陽
- 多吉 - 石沢徹
- 駒崎忠兵衛 - 柴田善行
- 小野田伝六 - いわすとおる
- 藤次郎 - 伊庭剛
- 小太郎 - 大八木凱斗

第15回 「涙の姉弟酒場」
- おせん - 有森也実
- 吉次 - 工藤堅太郎
- 為吉 - 佐藤亮太
- 助三 - 櫻井忍
- 丑松 - 加藤寛治
- 三次 - 中村裕一
- 捨吉 - 柴田裕司

第16回 「闇を裂く柳生の剣」
- 坂本平八 - 遠藤憲一
- 柳生陣十郎 - 伊吹剛

第17回 「母娘哀しき大和路」
- 仁兵衛 - 和崎俊哉
- お篠 - 田川惠理
- 剣吉 - 水野純一
- 辰次 - 渡辺文章
- 寂蓮尼 - 伊吹友木子
- 八十吉 - 佐藤秀一郎

第18回 「争奪!姉様人形」
- 八栄 - 大江麻理子

第19回 「母と呼べぬ子・根来前篇」
第20回 「運命の対決・根来後篇」
- 桔梗 - 遠野凪子
- 無辺老師 - 津嘉山正種
- 加納半蔵 - 中野剛
- お咲 - 八木優希（～最終回）
- 安藤帯刀 - 安井昌二

最終回 「江戸城大乱!明かされる陰謀」
- 神矢陣内 - 西岡徳馬（特別出演）
- 鵜飼孫六 - 川野太郎
- 藪八 - 宍戸勝
- 半兵衛 - 北沢光雄
- 稲葉敏之介 - 加藤久雅
- 剛蔵 - 太田雅之
- 羅十 - 小谷浩三
- 士謙 - 辻村綾二

#### 逃亡者 おりん スペシャル
- 脇坂飛騨守 - 山田明郷【紅蓮の巻】
- 風魔幻一郎 - 遠藤憲一【烈火の巻】
- 次郎吉 - 高知東生【紅蓮の巻】
- 仁平 - 石倉三郎【紅蓮の巻・烈火の巻】
- すみれ - 兼崎杏優【烈火の巻】
- 土井采女正 - 田村亮【烈火の巻】
- 土井佐奈子 - 木下あゆ美【烈火の巻】
- 羅神 - 菅田俊【紅蓮の巻】
- 漢神 - 春田純一【紅蓮の巻】
- 風月 - 剣幸【紅蓮の巻】
- 榊源之丞 - 菊池隆則【紅蓮の巻】
- 白夜叉 - 本宮泰風【紅蓮の巻】
- 橋本勘五郎 - 成瀬正孝【紅蓮の巻】
- 千介 - 頼三四郎【紅蓮の巻】
- 百介 - 山田良隆【紅蓮の巻・烈火の巻】
- 万介 - 清河寛【紅蓮の巻】
- 銀次 - 加藤久雅【紅蓮の巻】
- 忠八 - 水野純一【紅蓮の巻】
- お七 - 小野友紀【紅蓮の巻】
- 12才のおりん - 村崎真彩【紅蓮の巻・烈火の巻】
- 堀田兵衛 - 峰蘭太郎【紅蓮の巻】
- 黒夜叉 - 武智健二【紅蓮の巻】
- 石崎正三郎 - 下元年世【紅蓮の巻】
- 青夜叉 - 田上晃吉【紅蓮の巻】
- 島田平八郎 - 日野陽仁【烈火の巻】
- 双竜 - 関根大学【烈火の巻】
- 由比正雪の亡霊 - 白井滋郎【烈火の巻】
- 伊佐吉 - 辻本一樹【烈火の巻】

### スタッフ
- 脚本 - 藤井邦夫、井川公彦、尾西兼一、西井史子、篠原高志、沢橋凛、西川つかさ、佐藤五月
- 音楽 - 沢田完
  - バイオリンソロ - 今野均
- 監督 - 矢田清巳、井上泰治、上杉尚祺、和田圭一、森本浩史
- 主題曲 - 東京スカパラダイスオーケストラ「PINZORO」
- 主題曲協力 - テレビ東京ミュージック
- 擬斗 - 三好郁夫、土井淳之佑（東映剣会）
- 特技 - 宍戸大全
- ナレーター - 津嘉山正種
- 技術協力 - IMAGICAウェスト
- 制作協力 - 東映太秦映像
- チーフプロデューサー - 佐々木彰（テレビ東京）
- プロデューサー - 瀧川治水（テレビ東京）、山鹿達也（テレビ東京）、本間信行（C.A.L）、小池敏子（C.A.L）、須藤安芸子（C.A.L）、進藤盛延（東映）
- 製作 - テレビ東京、C.A.L

### 放送日程

#### 逃亡者 おりん（2006年 - 2007年）
- 第1回、第9回、最終回は2時間の拡大放送。
- 一部の時差ネット局では1時間ずつの前後編で放送（後編の予告編もある）。

| 話数                                                       | 放送日         | サブタイトル              | 脚本              | 監督     | 視聴率 |
| ---------------------------------------------------------- | -------------- | ------------------------- | ----------------- | -------- | ------ |
| 第1回                                                      | 2006年10月20日 | 哀しみの母子草            | 井川公彦 藤井邦夫 | 矢田清巳 | 10.3%  |
| 第2回                                                      | 10月27日       | 哀しみの上意討ち          | 藤井邦夫          | 上杉尚祺 | 10.0%  |
| 第3回                                                      | 11月03日       | 哀しみの乙女恋唄          | 尾西兼一          | 上杉尚祺 | 07.0%  |
| 第4回                                                      | 11月10日       | 哀紡ぐ女の里              | 井川公彦          | 矢田清巳 | 07.5%  |
| 第5回                                                      | 11月17日       | 母が守った花嫁御寮        | 西井史子          | 矢田清巳 | 08.5%  |
| 第6回                                                      | 12月01日       | 雨の親子情話              | 尾西兼一          | 井上泰治 | 05.7%  |
| 第7回                                                      | 12月08日       | 忍び草                    | 藤井邦夫          | 井上泰治 | 08.8%  |
| 第8回                                                      | 12月15日       | 裏切り者の掟              | 篠原高志          | 井上泰治 | 09.4%  |
| 第9回                                                      | 12月22日       | 激闘!御三家の陰謀         | 井川公彦          | 矢田清巳 | 07.6%  |
| 第10回                                                     | 2007年01月05日 | 初恋は刃に散った          | 沢橋凛            | 上杉尚祺 | 04.7%  |
| 第11回                                                     | 1月12日        | 裏切りに哭いた愛          | 西川つかさ        | 井上泰治 | 08.7%  |
| 第12回                                                     | 1月19日        | 母子・涙の仇討ち          | 尾西兼一          | 上杉尚祺 | 09.1%  |
| 第13回                                                     | 1月26日        | 伊賀･道悦の野望           | 藤井邦夫          | 和田圭一 | 08.2%  |
| 第14回                                                     | 2月02日        | 弥十郎悲しき再会          | 尾西兼一          | 森本浩史 | 08.8%  |
| 第15回                                                     | 2月09日        | 涙の姉弟酒場              | 佐藤五月          | 森本浩史 | 08.4%  |
| 第16回                                                     | 2月16日        | 闇を裂く柳生の剣          | 藤井邦夫          | 上杉尚祺 | 08.5%  |
| 第17回                                                     | 2月23日        | 母娘哀しき大和路          | 井川公彦          | 上杉尚祺 | 08.5%  |
| 第18回                                                     | 3月02日        | 争奪!姉様人形             | 尾西兼一          | 和田圭一 | 06.8%  |
| 第19回                                                     | 3月09日        | 母と呼べぬ子・根来前篇    | 藤井邦夫          | 井上泰治 | 09.0%  |
| 第20回                                                     | 3月16日        | 運命の対決・根来後篇      | 藤井邦夫          | 井上泰治 | 08.1%  |
| 最終回                                                     | 3月23日        | 江戸城大乱!明かされる陰謀 | 井川公彦          | 矢田清巳 | 10.1%  |
| 平均視聴率 8.27%（視聴率は関東地区・ビデオリサーチ社調べ） |                |                           |                   |          |        |

#### 逃亡者 おりん スペシャル（2008年）
| 放送週 | 放送日        | 放送時間      | サブタイトル | 視聴率 |
| ------ | ------------- | ------------- | ------------ | ------ |
| 第一週 | 2008年9月19日 | 20:00 - 21:48 | 紅蓮の巻     | 7.1%   |
| 第二週 | 9月26日       | 19:00 - 20:48 | 烈火の巻     | 6.2%   |

### ネット局と放送時間
| 放送対象地域   | 放送局                      | 系列                          | 放映開始日     | 放送日時                      |
| -------------- | --------------------------- | ----------------------------- | -------------- | ----------------------------- |
| 関東広域圏     | テレビ東京（TX） 【制作局】 | テレビ東京系列                | 2006年10月20日 | 金曜 20時00分 - 20時54分      |
| 北海道         | テレビ北海道（TVh）         | テレビ東京系列                | 2006年10月20日 | 金曜 20時00分 - 20時54分      |
| 愛知県         | テレビ愛知（TVA）           | テレビ東京系列                | 2006年10月20日 | 金曜 20時00分 - 20時54分      |
| 大阪府         | テレビ大阪（TVO）           | テレビ東京系列                | 2006年10月20日 | 金曜 20時00分 - 20時54分      |
| 岡山県・香川県 | テレビせとうち（TSC）       | テレビ東京系列                | 2006年10月20日 | 金曜 20時00分 - 20時54分      |
| 福岡県         | TVQ九州放送（TVQ）          | テレビ東京系列                | 2006年10月20日 | 金曜 20時00分 - 20時54分      |
| 岐阜県         | 岐阜放送（GBS）             | 独立UHF局                     | 2006年10月20日 | 金曜 20時00分 - 20時54分      |
| 奈良県         | 奈良テレビ（TVN）           | 独立UHF局                     | 2006年10月27日 | 金曜 20時00分 - 20時54分      |
| 和歌山県       | テレビ和歌山（WTV）         | 独立UHF局                     | 2006年11月2日  | 木曜 19時00分 - 19時54分      |
| 滋賀県         | びわ湖放送（BBC）           | 独立UHF局                     | 2006年11月10日 | 金曜 20時00分 - 20時54分      |
| 三重県         | 三重テレビ（MTV）           | 独立UHF局                     | 2007年1月3日   | 水曜 12時00分 - 12時55分      |
| 岩手県         | 岩手朝日テレビ（IAT）       | テレビ朝日系列                | 2007年2月2日   | 金曜 16時05分 - 17時00分      |
| 青森県         | 青森朝日放送（ABA）         | テレビ朝日系列                | 2007年3月14日  | 月 - 金曜 10時30分 - 11時25分 |
| 熊本県         | テレビくまもと（TKU）       | フジテレビ系列                | 2007年4月3日   | 火曜 14時07分 - 15時00分      |
| 石川県         | 石川テレビ（ITC）           | フジテレビ系列                | 2007年5月8日   | 火 - 金曜10時00分 - 10時55分  |
| 愛媛県         | あいテレビ（ITV）           | TBS系列                       | 2007年5月22日  | 月 - 金曜16時00分 - 16時54分  |
| 鹿児島県       | 鹿児島放送（KKB）           | テレビ朝日系列                | 2007年10月9日  | 月 - 木曜15時00分 - 15時55分  |
| 長野県         | 長野朝日放送（abn）         | テレビ朝日系列                | 2007年10月26日 | 月 - 金曜 10時30分 - 11時25分 |
| 日本全国       | BSジャパン                  | テレビ東京系列 BSデジタル放送 | 2007年11月16日 | 金曜 19時00分 - 19時54分      |

## 逃亡者 おりんスペシャル「最終章」
2012年1月12日の21:00 - 22:48に単発スペシャルとして放送。パート1から続いてきたストーリーの完全完結編であり、後に始まるパート2の「エピソード0」も兼ねている。

### ストーリー
田沼意次の金権政治の支配の世、おりんは、これまで死なせてきた人々を弔いながら組紐職人として静かに生活していた。しかし、浪人に襲われていた記憶喪失の娘・お菊を助けたことで、倉沢弥十郎や手鎖人の生き残りたちが現れるようになり、更には何者かにお菊が誘拐されてしまう。おりんは、2度と使わないと決めた手鎖を再び付けることとなった…。

### キャスト
レギュラー
- おりん - 青山倫子
- 植村道悦 - 榎木孝明
- 倉沢弥十郎 - 宅麻伸
- 宇吉（宇玄斎） - 左とん平
- 無明庵（大岡忠光） - あおい輝彦

ゲスト
- お菊 - 高松あい
- 田沼意次 - 山田純大
- 毘沙門（手鎖人） - 六平直政
- 牟多（手鎖人） - 武藤敬司
- 梵天（手鎖人） - 高井清史
- 風月（手鎖人） - 亜呂奈
- 羅神（手鎖人） - 両國宏
- 蝶妃（手鎖人） - 三上潤
- 黒木兵衛 - 安藤彰則
- 岩尾左内 - 黒川英二
- 田中 - 入江毅
- 工藤 - 奥深山新

## 逃亡者 おりん2
2012年1月17日から3月27日まで毎週火曜日25:30 - 26:00に放送された。全11話。
第1作と異なり深夜枠でなおかつ30分枠での放送となるため、ローカルセールス枠での放送となる。第1作と異なり、BSジャパンを通じて地上波と同時期に全国放送が実現されるのも特徴（2012年1月22日放送開始）。
2011年12月にTBS系列の『水戸黄門』が放送終了したため、民放唯一の連続時代劇として放送され、3月27日の最終回をもって再放送を除き、2012年10月よりTBS系で放送の『金曜ドラマ・大奥〜誕生［有功・家光篇］』まで半年間、民放から連続時代劇枠がいったん途絶えることとなった。

### ストーリー
「最終章」で再び逃亡者となったおりんは、潜伏先の遊郭で出逢ったおみねとの約束を守るため、ある念書を美濃へ届ける旅に出る。その念書を巡り「剣草」（つるぎぐさ）なる闇の組織から狙われることに。さらに、謎の青年武士・望月誠之助がおりんの後をつけてくる。

### キャスト

#### レギュラー
- おりん - 青山倫子
- 望月誠之助 - 渡辺大

#### 剣草（刺客）
- 擬宝珠（ぎぼし）（壱ノ刺客） - 峰蘭太郎
- 石榴（ざくろ）（弐ノ刺客） - 白井滋郎
- 蘇芳（すおう）（参ノ刺客） - 柴田善行
  - 撫子（なでしこ） - AYAKA
  - 女郎花（おみなえし） - 保田有理香
- 榊（さかき）（肆ノ刺客） - 矢部義章
- 樒（しきみ）（肆ノ刺客） - 小谷浩三
- 紫苑（しおん）（伍ノ刺客） - 本山力
- 刺草（いらくさ）（陸ノ刺客） - 木下通博
- 著莪（しゃが）（漆ノ刺客） - 山口幸晴
- 忍冬（すいかずら）（漆ノ刺客） - 司裕介
- 連翹（れんぎょう）（捌ノ刺客） - 高橋弘志
  - 鬼百合（おにゆり） - 田中千尋
  - 鬼薊（おにあざみ） - 彩羽真矢
- 聖瑞花（ごもじゅ）（玖ノ刺客） - 木村康志
- 紫雲英（げんげ）（玖ノ刺客） - 浜田隆広
- 毒空木（どくうつぎ）（拾ノ刺客） - 木谷邦臣
- 手下 - 都若丸
- 毒芹（どくぜり）（剣草副将） - 黒川英二
- 酉兜幽玄（とりかぶとゆうげん）（剣草首領・最後ノ刺客） - 福本清三

#### ゲスト
第一話 「壱ノ刺客「擬宝珠 GIBOSHI」」
- おみね - 小峰玲奈
- 茂吉 - 山根誠示

第二話 「弐ノ刺客「石榴 ZAKURO」」
- おふじ - 渋谷めぐみ
- 榎 - 高橋弘志
- 椿 - 松代沙織
- 赤ん坊 - 三木雄翔

第三話 「参ノ刺客「蘇芳 SUOU」」
- 桜木陽太郎 - 吉田哲也
- 役人 - 大矢敬典

第四話 「肆ノ刺客「榊 SAKAKI」・「樒 SHIKIMI」」
- おしの - 大石彩未
- 角右衛門 - 司裕介
- 三吉 - 浜田隆広
- 老婆 - 香住美弥子
- 役人 - 大矢敬典

第五話 「伍ノ刺客「紫苑 SHION」」
- 譲吉 - 加藤重樹
- お由 - 石井亜可理
- 役人 - 細川純一
- 老婆 - 小峰隆司
- 宿主人 - 江原政一
- 飛脚 - 松原徹

第六話 「陸ノ刺客「刺草 IRAKUSA」」
- 嘉平 - 峰蘭太郎
- 松吉 - 柄谷吾史
- 百姓娘 - 土村芳
- 老爺 - 都城太郎

第七話 「漆ノ刺客「著莪 SHAGA」・「忍冬 SUIKAZURA」」
- 仙蔵 - 白井滋郎
- おちか - 瑞生桜子
- 伊佐 - 西村匡生
- 留造 - 矢部義章
- 関所役人 - 床尾賢一
- 幼いおちか - 大西桃夏

第八話 「捌ノ刺客「連翹 RENGYOU」」
- 吾作 - 内藤邦秋
- お照 - 宮嶋麻衣
- 大吉 - 細田龍之介
- 飯屋の主人 - 重伸幸
- 関所役人 - 床尾賢一

第九話 「玖ノ刺客「聖瑞花 GOMOJU」・「紫雲英 GENGE」」
- 脇田外記 - 堀内正美
- 水谷守正 - 笹木俊志
- 弥兵衛 - 池上リョヲマ
- 藩重役 - 藤沢徹衛

第十話 「拾ノ刺客「毒空木 DOKUUTSUGI」」
- 脇田外記 - 堀内正美
- 水谷守正 - 笹木俊志
- 弥兵衛 - 池上リョヲマ
- 千代 - エリイ
- 作蔵（剣草） - 森山陽介
- 豊造 - 小谷浩三
- 蓑吉 - 太田雅之
- 長作 - 奥深山新

最終話 「最後ノ刺客「酉兜幽玄 TORIKABUTO YUUGEN」」
- 水谷守正 - 笹木俊志
- 加恵 - 岡田千代
- 細川要 - 峰蘭太郎
- 家臣 - 川崎修二
- 豊造 - 小谷浩三
- 蓑吉 - 太田雅之
- 長作 - 奥深山新
- 百姓女 - 足立悠美加

### スタッフ
- 脚本 - 沢橋凛、大原久澄、金井寛、西井史子
- 音楽 - 沢田完
  - バイオリンソロ - 今野均
- 監督 - 六車雅宣、中野広之
- 主題歌 - 香西かおり「糸車、からり」
- 主題歌協力 - テレビ東京ミュージック
- 技斗 - 清家三彦（東映剣会）
- 特技 - 森山陽介アクションチーム
- ナレーター - 津嘉山正種
- 技術協力 - ジャパンブロードキャストソリューションズ（JBS）
- 制作協力 - 東映太秦映像
- チーフプロデューサー - 佐々木彰（テレビ東京）
- プロデューサー - 山鹿達也（テレビ東京）、本間信行（C.A.L）、川渕豊喜（C.A.L）、須藤安芸子（C.A.L）、進藤盛延（東映）
- 製作 - テレビ東京、C.A.L

### 放送日程
| 話数   | 放送日        | サブタイトル                                |
| ------ | ------------- | ------------------------------------------- |
| 第一話 | 2012年1月17日 | 壱ノ刺客「擬宝珠 GIBOSHI」                  |
| 第二話 | 2012年1月24日 | 弐ノ刺客「石榴 ZAKURO」                     |
| 第三話 | 2012年1月31日 | 参ノ刺客「蘇芳 SUOU」                       |
| 第四話 | 2012年2月07日 | 肆ノ刺客「榊 SAKAKI」・「樒 SHIKIMI」       |
| 第五話 | 2012年2月14日 | 伍ノ刺客「紫苑 SHION」                      |
| 第六話 | 2012年2月21日 | 陸ノ刺客「刺草 IRAKUSA」                    |
| 第七話 | 2012年2月28日 | 漆ノ刺客「著莪 SHAGA」・「忍冬 SUIKAZURA」  |
| 第八話 | 2012年3月06日 | 捌ノ刺客「連翹 RENGYOU」                    |
| 第九話 | 2012年3月13日 | 玖ノ刺客「聖瑞花 GOMOJU」・「紫雲英 GENGE」 |
| 第十話 | 2012年3月20日 | 拾ノ刺客「毒空木 DOKUUTSUGI」               |
| 最終話 | 2012年3月27日 | 最後ノ刺客「酉兜幽玄 TORIKABUTO YUUGEN」    |

### ネット局と放送時間
| 放送対象地域   | 放送局                      | 系列                          | 放映期間                | 放送日時                 |
| -------------- | --------------------------- | ----------------------------- | ----------------------- | ------------------------ |
| 関東広域圏     | テレビ東京（TX） 【制作局】 | テレビ東京系列                | 2012年1月17日 - 3月27日 | 火曜 25時30分 - 26時00分 |
| 北海道         | テレビ北海道（TVh）         | テレビ東京系列                | 2012年1月17日 - 3月27日 | 火曜 26時30分 - 27時00分 |
| 愛知県         | テレビ愛知（TVA）           | テレビ東京系列                | 2012年1月20日 - 3月30日 | 金曜 26時00分 - 26時30分 |
| 岡山県・香川県 | テレビせとうち（TSC）       | テレビ東京系列                | 2012年1月20日 - 3月30日 | 金曜 25時53分 - 26時23分 |
| 大阪府         | テレビ大阪（TVO）           | テレビ東京系列                | 2012年1月21日 - 4月7日  | 土曜 26時25分 - 26時55分 |
| 福岡県         | TVQ九州放送（TVQ）          | テレビ東京系列                | 2012年1月21日 - 4月7日  | 土曜 26時40分 - 27時10分 |
| 長野県         | 長野朝日放送（abn）         | テレビ朝日系列                | 2012年1月21日 - 4月7日  | 土曜 25時30分 - 26時00分 |
| 日本全国       | BSジャパン                  | テレビ東京系列 BSデジタル放送 | 2012年1月22日 - 4月1日  | 日曜 24時05分 - 24時35分 |
| 和歌山県       | テレビ和歌山（WTV）         | 独立UHF局                     | 2012年1月25日 - 4月4日  | 水曜 24時05分 - 25時35分 |
| 奈良県         | 奈良テレビ（TVN）           | 独立UHF局                     | 2012年1月26日 - 4月5日  | 木曜 25時30分 - 26時00分 |
| 福島県         | 福島テレビ（FTV）           | フジテレビ系列                | 2012年1月26日 - 4月5日  | 木曜 25時10分 - 25時40分 |
| 大分県         | 大分放送（OBS）             | TBS系列                       | 2012年1月27日 - 4月6日  | 金曜 25時25分 - 25時55分 |
| 愛媛県         | あいテレビ（ITV）           | TBS系列                       | 2012年1月29日 - 4月8日  | 日曜 25時20分 - 25時50分 |
| 長崎県         | テレビ長崎（KTN）           | フジテレビ系列                | 2012年1月29日 - 4月8日  | 日曜 26時20分 - 26時50分 |
| 山口県         | テレビ山口（tys）           | TBS系列                       | 2012年1月31日 - 4月10日 | 火曜 25時20分 - 25時50分 |
| 岩手県         | IBC岩手放送（IBC）          | TBS系列                       | 2012年2月1日 - 4月11日  | 水曜 25時00分 - 25時30分 |
| 鹿児島県       | 南日本放送（MBC）           | TBS系列                       | 2012年2月1日 - 4月11日  | 水曜 25時10分 - 25時40分 |
| 石川県         | 石川テレビ（ITC）           | フジテレビ系列                | 2012年2月1日 - 4月11日  | 水曜 25時50分 - 26時20分 |
| 三重県         | 三重テレビ（MTV）           | 独立UHF局                     | 2012年2月1日 - 4月11日  | 水曜 25時20分 - 25時50分 |
| 岐阜県         | 岐阜放送（GBS）             | 独立UHF局                     | 2012年2月2日 - 4月12日  | 木曜 25時15分 - 25時45分 |
| 秋田県         | 秋田放送（ABS）             | 日本テレビ系列                | 2012年2月2日 - 4月12日  | 木曜 25時58分 - 26時28分 |
| 広島県         | 広島テレビ（HTV）           | 日本テレビ系列                | 2012年2月2日 - 4月12日  | 木曜 26時08分 - 26時38分 |
| 静岡県         | 静岡放送（SBS）             | TBS系列                       | 2012年2月2日 - 4月12日  | 木曜 26時05分 - 26時35分 |
| 滋賀県         | びわ湖放送（BBC）           | 独立UHF局                     | 2012年2月5日 - 4月15日  | 日曜 24時00分 - 24時30分 |
| 熊本県         | テレビくまもと（TKU）       | フジテレビ系列                | 2012年2月5日 - 4月22日  | 日曜 25時35分 - 26時05分 |
| 宮城県         | 仙台放送（OX）              | フジテレビ系列                | 2012年2月6日 - 4月16日  | 月曜 26時10分 - 26時40分 |
| 青森県         | 青森朝日放送（ABA）         | テレビ朝日系列                | 2012年2月7日 - 4月17日  | 火曜 25時15分 - 25時45分 |
| 新潟県         | 新潟テレビ21（UX）          | テレビ朝日系列                | 2012年2月8日 - 4月18日  | 水曜 25時55分 - 26時25分 |